# Бластобазиди
Бластобазиди (Blastobasidae) — родина лускокрилих комах. Містить 377 видів.

## Таксономія
Деякі систематики включають бластобазид до родини Coleophoridae як підродину Blastobasinae. Інколи до бластобазид додають представників родини Symmocidae у вигляді підродини Symmocinae (або триби Symmocini підродини Blastobasinae родини Coleophoridae).
Родина Blastobasidae поділяється на дві підродини: Blastobasinae та Holcocerinae. У випадку приєднання до родини Coleophoridae ці групи набувають рангу триб: Blastobasini та Holcocerini відповідно.

## Опис
Дрібні молі неяскравого сірого або коричневого забарвлення з нечітким візерунком з темних та світлих плям та смуг. Розмах крил від 12 до 24 мм. Жилкування крил повне.
Голова гладка. Очі великі. Вусики середньої величини без потовщень та відростків. Ротовий відділ добре розвинений та помірно спеціалізований, з 4-сегментними складними верхньощелепними щупиками, довгими губними щупиками та довгим хоботком з лускатою основою.
Гомілки передніх ніг збільшені на кінці. Середні ніжки з двома шпорами, а задні з 4 шпорами та численними довгими тонкимм волосками.

## Спосіб життя
Бластобазиди поширені майже по всьому світі. Активні вночі. Гусениці живляться органічними рештками: опалим листям та хвоєю, гнилою деревиною, грибами, мертвими комахами тощо. Гусениці заляльковуються в щільних овальних коконах, покритих частками субстрату.

## Роди
- Підродина Blastobasinae Walsingham, 1894
  - Триба Blastobasini
    - Auximobasis
    - Blastobasis
    - Mastema
    - Neoblastobasis
    - Zenodochium

  - Триба Pigritiini Dietz, 1910
    - Pigritia

  - incertae sedis
    - Barbaloba
    - Coniogenes
    - Critoxena
    - Docostoma
    - Exinotis
    - Hallicis
    - Heredia
    - Holcoceroides
    - Iconisma
    - Inbioxa
    - Koleps
    - Lateantenna
    - Metallocrates
    - Pheos
    - Prosintis
    - Pseudokoleps
    - Sirindhorn
    - Syncola
    - Xenopathia
- Підродига Holcocerinae Adamski, 1989
  - Asaphocrita
  - Calosima
  - Holcocera
  - Hypatopa
  - Pseudohypatopa
  - Tecmerium